# افتخارنامه حیدری
افتخارنامه حیدری منظومه‌ای است حماسی پیرامون رشادت‌های پیامبر اسلام و علی بن ابیطالب که در قرن چهاردهم توسط میرزا آقا مصطفی آشتیانی، ملقب به افتخار العلماء، متخلص به«صهبا» بر اساس کتاب ناسخ التواریخ نگاشته شده‌است.
این منظومه که در بحر متقارب سروده شده بالغ بر هجده هزار بیت است و در سال ۱۳۰۴ هجری قمری در ۶ ماه سروده شده‌است. این اثر در سال ۱۳۱۰ منتشر شده و بعدها به حمله حیدری نیز مشهور شده‌است.
میرزا آقا مصطفی افتخار العلماء که دست کم ۵۰ تا ۶۰ سال قبل از شهریار می‌زیسته، شعری مشابه شعر «علی ای همای رحمت...» شهریار دارد که این گونه آغاز می‌شود: «علی ای سحاب رحمت تو چه آیت خدایی...» و این دو شعر تفاوت اندکی با هم دارند.
میرزا آقا مصطفی افتخار العلماء فرزند محمدحسن آشتیانی، مجتهد مشهور تهران در عهد ناصری، است. صهبا در ۱۳۲۷، در وقایع مشروطه در حرم شاه‌عبدالعظیم به قتل رسید.